# Kheda (distrikt)
Kheda är ett distrikt i Indien.   Det ligger i delstaten Gujarat, i den västra delen av landet, 800 km sydväst om huvudstaden New Delhi. Antalet invånare är 2 299 885. Arean är 4 218 kvadratkilometer. Kheda gränsar till Gandhinagar och Anand.
Följande samhällen finns i Kheda:
- Nadiād
- Kapadvanj
- Chaklāsi
- Vādāsinor
- Mahemdāvād
- Dākor
- Kheda
- Thāsra
- Mahudha
- Vaso
- Virpur